# La casa Tellier
La casa Tellier es un relato de Guy de Maupassant publicado en 1881 en una antología de relatos del mismo nombre. La versión traducida al castellano fue titulada La casa Tellier y otros cuentos eróticos.

## Sinopsis
La historia se desarrolla en el pueblo de Fécamp, en Normandía. Madame Tellier es la propietaria de la única casa de citas de la localidad. 

El establecimiento es muy concurrido, en parte debido a la serenidad y respetabilidad que le imprime el carácter de su dueña. La planta inferior de la casa es un espacio que funciona como taberna, frecuentado, entre otros, por los marinos llegados al puerto cercano. La planta superior, destinada a los encuentros íntimos, es discreta y en ella se dan cita los personajes más respetables de la localidad.
Se presentan también los personajes secundarios, las pupilas de Madame Tellier; Fernanda, Rafaela, Rosa, Luisa y Flora.
Los clientes habituales se sorprenden cuando un día el establecimiento se encuentra “Cerrado por primera comunión” sin otra explicación.
Madame Tellier y las cinco mujeres toman el tren con destino a Virville, un pequeño pueblo en el departamento de Eure de donde Madame era nativa. En Virville vive su hermano con su familia que la han invitado a la primera comunión de su hija Constance, de quien es madrina. 
Madame y sus pupilas causan sensación por donde van, tanto en el tren como en el pequeño pueblo que no está acostumbrado a las vestimentas y la opulencia de sus visitantes. Durante su visita es evidente que su hermano la ha invitado buscando algo más que su presencia en la fiesta. 
De regreso en Fécamp, el grupo recibe una cálida recepción de sus clientes, quienes perciben a las mujeres singularmente felices.